# Малавита (роман)
«Малави́та» — роман Тонино Бенаквиста. Название книги — одно из имен, которое дали сицилийцы мафии, в переводе означает «дурная жизнь». Так же главный герой назвал свою собаку, из-за тоски по прошлому, потому как ему запретили упоминать его тайное сообщество. «…Я все равно имею право назвать мою собаку, как я хочу, и выкрикивать её имя повсюду. Тоска по прошлому», — напишет бывший главарь коза ностра Фредерик Блейк в своей рукописи.

## Сюжет
Американская семья из четырех человек, находящаяся под программой защиты свидетелей, вынуждена проживать в тихом городке в Нормандии. Главный герой романа Фредерик Блейк (Джованни Манцони) обезглавил несколько мафиозных кланов  Нью-Джерси, и вместе с ними саро di tutti capi,  их верховного главаря, дав признательные показания американскому правосудию. Находясь под неусыпным контролем ФБР, члены семьи пытаются прижиться в провинциальном европейском городе, но длинным путём информация о нахождении семьи Манцони доходит до мафии, жаждущей мщения.

## Герои
1. Отец — Фредерик Блейк (настоящее имя Джованни Манцони)
2. Сын — Уоррен, 14 лет
3. Мать — Магги (настоящее имя Ливия)
4. Дочь — Бэль, 17 лет (от фр. belle — красивая)
5. Малавита — собака семьи
6. Томазо Квинтильяни (Том Квинт) — агент ФБР, главный специалист по прикрытию свидетелей
7. Ричард ди Чикко (Ди Чикко) — агент ФБР, лейтенант
8. Винсент Капуто — агент ФБР, лейтенант

## Экранизация
Экранизацию романа снял Люк Бессон, в главных ролях снялись Роберт Де Ниро, Дианна Агрон, Мишель Пфайффер и Томми Ли Джонс. Премьера в России состоялась 19 сентября 2013 года.